# Aérodrome de North Ronaldsay
L'aéroport de North Ronaldsay (code IATA : NRL • code OACI : EGEN) est situé sur l'île de North Ronaldsay; dans les Orcades, en Écosse.

## Compagnies aériennes et destinations
| Compagnies | Destinations                 |
| ---------- | ---------------------------- |
| Loganair   | Eday, Kirkwall, Papa Westray |

## Situation
| Eday Islay North Ronaldsay Papa Westray Sanday Stronsay Westray Kirkwall |